# عشقولانس
عشقولانس فیلمی به کارگردانی و نویسندگی محسن ماهینی و تهیه‌کنندگی عبدالله باکیده محصول سال ۱۳۹۵ است. کارگردان این فیلم، محسن ماهینی بود.

## عوامل فیلم
- کارگردان: محسن ماهینی
- تهیه‌کننده: عبدالله باکیده
- تدوین: نازنین مفخم و نیما حسندوست
- تیتراژ: پویان تیزکار و میلاد عمرانی
- جلوه‌های ویژه:میلاد عمرانی
- مدیر فیلمبرداری: امید امین نگارشی
- دستیار اول کارگردان و برنامه‌ریز: حسین فلاح
- مدیر تولید: محمدرضا نجفی
- مدیر تدارکات: سعید حاجی زاده
- طراح گریم: اعظم رحمانی، حسین صالحیان
- صداگذار: حیدر نجفی[۲]

## بازیگران
| بازیگر          | نقش          |
| --------------- | ------------ |
| محمد علی محمدی  | امیر         |
| محسن ماهینی     | مجید         |
| اکبر عبدی       | کرامت        |
| علی صادقی       | سهیل         |
| سحر قریشی       | زیبا         |
| بهاره افشاری    | مریم         |
| لعیا زنگنه      | دکتر شریف‌نیا |
| نیما شاهرخ شاهی | سهراب        |
| فریبا کوثری     | زهرا         |
| حدیثه تهرانی    | هستی         |
| محمود پاک‌نیت    | ظفری         |
| محسن افشانی     | نوید         |
| چنگیز وثوقی     | شهرام        |
| شیرین بینا      | ثریا         |
| فریبا متخصص     | شراره        |
| آرش نوذری       | استاد پرتوی  |
| حسین فلاح       | رسول         |
| عرفان برزین     | کودکی امیر   |
| آوادارویت       | ملیکا        |